# Есинген (Палатинат)
Есинген (њем. Essingen) општина је у њемачкој савезној држави Рајна-Палатинат. Једно је од 74 општинска средишта округа Зидлихе Вајнштрасе. Према процјени из 2010. у општини је живјело 2.120 становника. Посједује регионалну шифру (AGS) 7337023.

## Географски и демографски подаци
Есинген се налази у савезној држави Рајна-Палатинат у округу Зидлихе Вајнштрасе. Општина се налази на надморској висини од 151 метра. Површина општине износи 11,4 km². У самом мјесту је, према процјени из 2010. године, живјело 2.120 становника. Просјечна густина становништва износи 186 становника/km².

## Међународна сарадња
| Мјесто                     | Држава   | Врста сарадње | Од    |
| -------------------------- | -------- | ------------- | ----- |
| Морађ                      | Мађарска | контакт       | 2000. |
| Бешаркањ, Ђер-Мошон-Шопрон | Мађарска | партнерство   | 2006. |
| Извор                      |          |               |       |